# Leff
Leff – rzeka we Francji, przepływająca przez teren departamentu Côtes-d’Armor, o długości 62,4 km. Stanowi dopływ rzeki Trieux.